# Marianne Jean-Baptiste
Marianne Raigipcien Jean-Baptiste (Londen, 26 april 1967) is een Engels actrice van Saint Luciaans-Antiguaanse afkomst. Zij werd voor haar bijrol als Hortense Cumberbatch in de tragikomedie Secrets & Lies genomineerd voor onder meer een Oscar, een Golden Globe en een BAFTA Award. In 2004 werd Jean-Baptiste genomineerd voor een Screen Actors Guild Award, samen met de gehele cast van Without a Trace. Daarin speelt ze sinds mei 2002 Vivian Johnson.
Jean-Baptiste speelde in de tragikomedie London Kills Me uit 1991 voor het eerst in een avondvullende film. Haar eerstvolgende filmrol in Secrets & Lies liet vijf jaar op zich wachten, maar betekende vervolgens haar doorbraak. Sindsdien verscheen Jean-Baptiste in meer dan tien andere bioscooptitels en tevens in een aantal televisiefilms. Daarnaast werd ze in 2002 gecast als Vivian Johnson in de televisieserie Without a Trace, Dit speelde zij in 159 afleveringen (2002-2009).
Jean-Baptiste is getrouwd met de Britse balletdanser Evan Williams, met wie ze dochter Pascale Williams kreeg.

## Filmografie
- Hard Truths (2024)
- Rumble Through the Dark (2023)
- The Book of Clarence (2023)
- The Sea Beast (2022) stem
- Boxing Day (2021)
- Fatman (2020)
- In Fabric (2018)
- Peter Rabbit (2028)
- Edge of Tomorrow (2014)
- RoboCop (2014)
- The Moment (2013)
- Won't Back Down (2012)
- Secrets in the Walls (2010)
- City of Ember (2008)
- Jam (2006)
- Welcome to California (2005)
- Spy Game (2001)
- New Year's Day (2001)
- Women in Film (2001)
- The Cell (2000)
- 28 Days (2000)
- The 24 Hour Woman (1999)
- A Murder of Crows (1998)
- Nowhere to Go (1998)
- How to Make the Cruelest Month (1998)
- Mr. Jealousy (1997)
- Secrets & Lies (1996)
- London Kills Me (1991)
- Don't Explain (1988)

## Televisieseries
*Exclusief eenmalige gastrollen
- Blindspot - Bethany Mayfair (2015-heden)
- Broadchurch - Sharon Bishop (8 afleveringen - 2015)
- Private Practice - Gabi Rivera (2 afleveringen - 2012)
- Harry's Law - rechter Patricia Seabrook (2 afleveringen - 2011-2012)
- Without a Trace - Vivian Johnson (159 afleveringen - 2002-2009)

- Bibliothèque nationale de France: cb14190253w (data)
- Catàleg d'autoritats de noms i títols de Catalunya: 981058515443606706
- Gemeinsame Normdatei: 1241779996
- International Standard Name Identifier: 0000 0001 1936 0661
- Library of Congress Control Number: no98106877
- MusicBrainz: 742d7479-0214-43b8-aad3-54ae14dd1263
- Nationale Bibliotheek van Tsjechië: xx0181063
- Nationale Bibliotheek van Israël: 987007315288505171
- SNAC: w6ws9prc
- Système universitaire de documentation: 181267756
- Virtual International Authority File: 71603043
- WorldCat: E39PBJtX6kgJ6fvwRWk9FYtHYP